# Auguste Chouteau
René Auguste Chouteau, Jr. (Nueva Orleans, Luisiana, 26 de septiembre de 1750 - San Luis, Misuri, 24 de febrero de 1829), también conocido como Auguste Chouteau, fue el fundador de la ciudad de St. Louis, Misuri, un exitoso comerciante de pieles y un político estadounidense.

## Biografía
Con la ayuda de su padrastro, Pierre Laclède, fundó la que hoy en día sigue siendo la ciudad de San Luis, en la por aquel entonces Luisiana Francesa, que más adelante se convertiría en la Luisiana y años después en territorio estadounidense.
Como miembro de una de las familias más ricas de la región, su hermanastro Pierre Chouteau y él tuvieron durante muchos años el monopolio comercial con la tribu Osage en el Río Misuri. Además, mantuvo una estrecha relación con varios miembros de la expedición de Lewis y Clark y llevó a cabo numerosos acuerdos empresariales con los mandatarios franceses, españoles y americanos que dirigieron la región de Luisiana a principios del siglo XIX. Por lo contrario, mantuvo una relación tensa y discordante con otros empresarios y exploradores de la época, como el español Manuel Lisa o el gobernador Manuel María de Salcedo.
Contrajo matrimonio con Marie Therese Cerre, con quien tuvo siete hijos, siendo al menos dos de ellos tramperos de profesión. Antes de morir, vendió 22 de los 36 esclavos que tenía a su cargo y dividió entre sus descendientes las ganancias obtenidas. Sus restos descansan en el cementerio católico de Calvary, en San Luis.